# Chropaczów

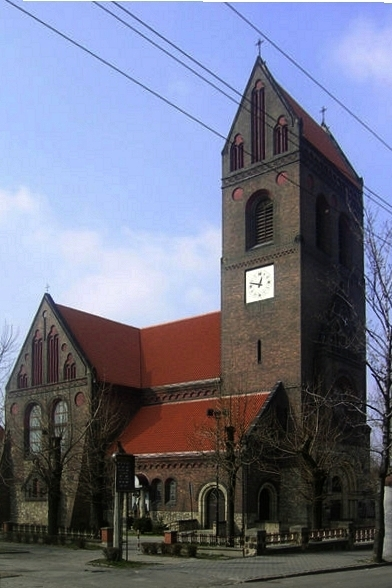
Iglesia en Chropaczów.

Chropaczów - azul en el mapa.

Chropaczów (hasta 1909: Schlesiengrube) es un barrio de Świętochłowice (ciudad polaca) que límite con Bytom (al Norte), Lipiny (al Oeste), Piaśniki (al Sur) y Chorzów (al Este).
- Datos: Q1088384
- Multimedia: Chropaczów / Q1088384